# Klenčí pod Čerchovem

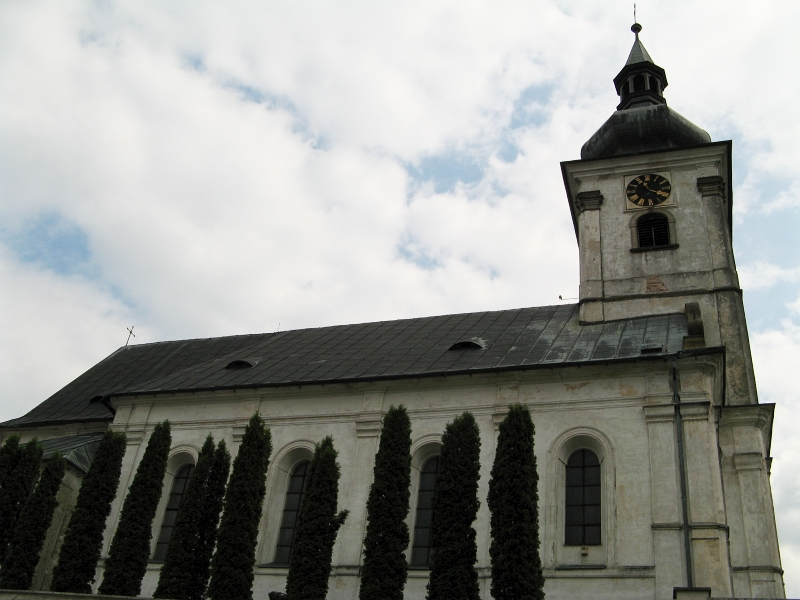
Kirche des hl. Martin

Klenčí pod Čerchovem, bis 1946 Kleneč pod Čerchovem, (deutsch Klentsch) ist eine Minderstadt im Okres Domažlice, Plzeňský kraj in Tschechien.

## Geographie
Klenčí liegt am Fuße des Böhmerwaldes etwa neun Kilometer westlich von Domažlice und 54 Kilometer südwestlich von Pilsen am Čerchov (1042 m).

## Geschichte
Der Ort wurde 1325 erstmals urkundlich erwähnt, die Pfarrkirche im Jahr 1384.
1680 wurde dem Städtchen von Kaiser Leopold I. ein Wappen verliehen.
Dort befand sich die letzte böhmische Poststation an der bairischen Straße.
Vom 18. Jahrhundert an gehörte Klentsch zur Allodialherrschaft Kauth und Chodenschloß im Klattauer Kreis, ab 1850 zum Bezirk Taus im Pilsner Kreis. Um 1855 gab es in dem nunmehr 1300 Einwohner zählenden Ort ein Postamt, ein Grenzzollamt und eine Steingutfabrik.
Wie die Stadt Domažlice (Taus) galt der Ort Klentsch seit Ende des 19. Jahrhunderts in der Zeit der tschechischen Nationalen Wiedergeburt als „vorgeschobene Stellung“ der Slawen in Mitteleuropa, da er sich fast an der Grenze zum Königreich Bayern befand. Der Ort lag an der Sprachgrenze; deutschsprachige Einwohner waren in der Minderheit.
Klenčí, das von 1940 bis 1945 zum Landkreis Waldmünchen gehörte, war die westlichste tschechischsprachige Siedlung in Böhmen und wurde 1945 von Krásná (Schönbach bei Asch) abgelöst. Im Gegensatz dazu waren die heutigen Ortsteile Capartice (Nepomuk), Jindřichova Hora (Heinrichsberg) und Černá Řeka (Sophienthal) deutschsprachig geprägt.
2006 lebten in der Gemeinde Klenčí 1302 Einwohner. Seit 2006 hat Klenčí den Status eines Městys.

## Politik
2015 wurde der seit 2007 im Amt befindliche Bürgermeister Karel Smutný von Jan Bozděch abgelöst.

## Städtepartnerschaften
- Deutschland: Waldmünchen in der Oberpfalz (seit 1990)

## Sehenswürdigkeiten

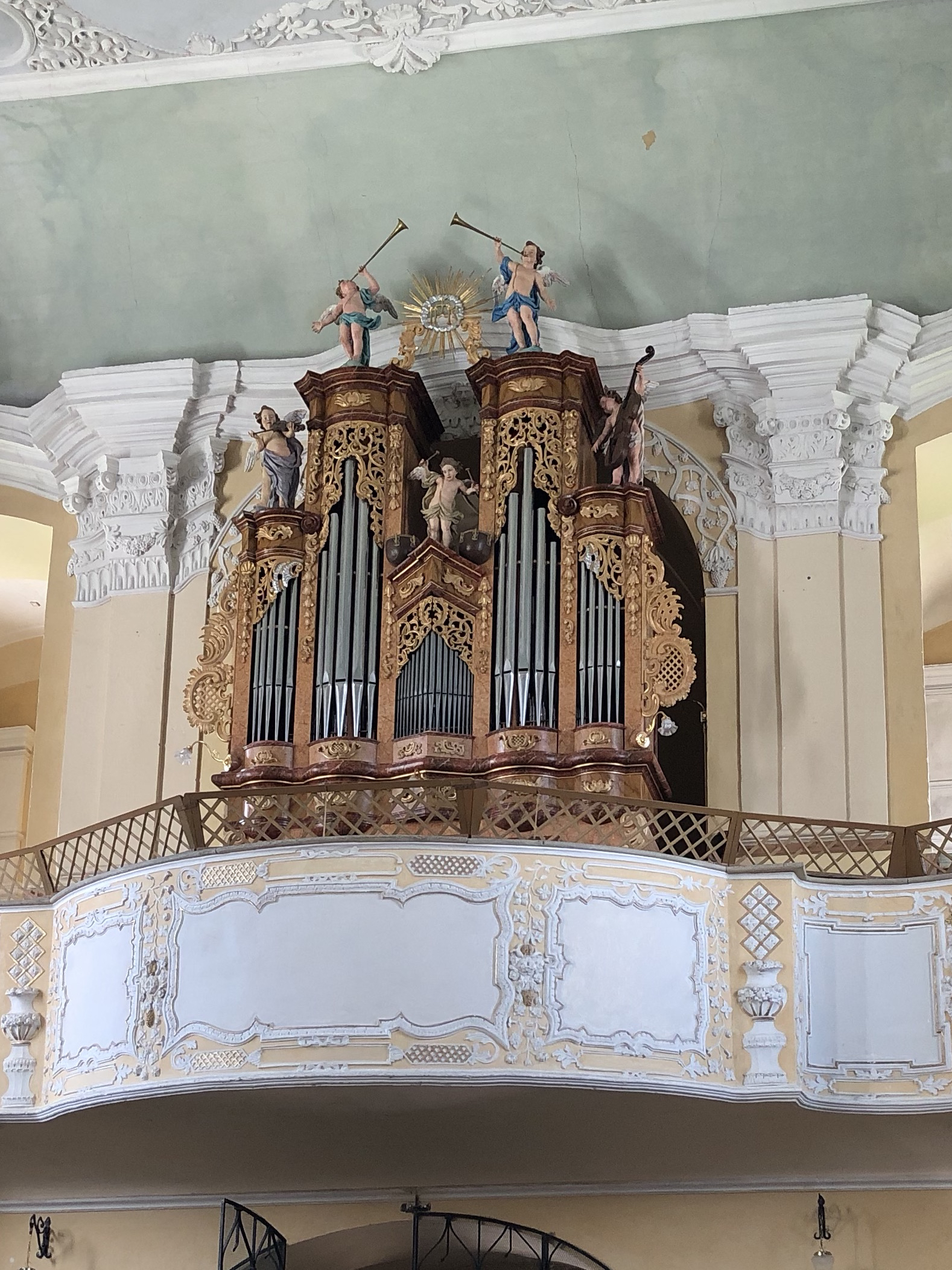
Orgel in der Kirche St. Martin von Anton Gartner, 1758

- Baar-Museum
- Kirche St. Martin

## Gemeindegliederung
Die Gemeinde Klenčí pod Čerchovem besteht aus den Ortsteilen Klenčí pod Čerchovem (Klentsch), Capartice (Nepomuk), Černá Řeka (Sophienthal) und Jindřichova Hora (Heinrichsberg).
Das Gemeindegebiet gliedert sich in die Katastralbezirke Jindřichova Hora und Klenčí pod Čerchovem.

## Verkehr
Die Grenzübergänge nach Waldmünchen und Furth im Wald befinden sich in der Nähe.

## Persönlichkeiten

### Söhne und Töchter der Gemeinde
- Jindřich Šimon Baar (1869–1925), tschechischer Schriftsteller
- Jindřich Jindřich (1876–1967), tschechischer Komponist, Pianist und Ethnograph

### Personen, die mit der Gemeinde in Verbindung stehen
- Anton Gartner (1721–1771), Orgelbauer